# کوکبش
کوکبش (به لاتین: Kokbesh) یک منطقهٔ مسکونی در روسیه است که در جمهوری آلتای واقع شده‌است.